# ایرما استرن
ایرما استرن (انگلیسی: Irma Stern; ۲ اکتبر ۱۸۹۴ – ۲۳ اوت ۱۹۶۶) نقاش اهل آفریقای جنوبی بود.

## زندگی
ایرما استرن در شهر کوچک شویزر-رنکه، واقع در ترانسوال، در خانواده‌ای یهودی-آلمانی به دنیا آمد. در جریان جنگ دوم بوئر، پدر او به دلیل تمایلات طرفدارانه‌اش نسبت به بوئرها توسط نیروهای بریتانیایی در اردوگاهی بازداشت شد. به همین دلیل، ایرما و برادر کوچکترش، رودی، به همراه مادرشان به کیپ‌تاون نقل مکان کردند.
در سال ۱۹۰۱، خانواده به آلمان بازگشتند، اما همچنان بین آفریقای جنوبی و آلمان در سفر بودند. این سفرهای مداوم تأثیر شگرفی بر توسعه هنری ایرما گذاشت و آثار او را شکل داد.
در سال ۱۹۱۳، ایرما استرن هنر را در آلمان، در آکادمی وایمار آغاز کرد و در سال ۱۹۱۴ در استودیو لوین-فونکه تحصیل خود را ادامه داد. از سال ۱۹۱۷، او به شاگردی ماکس پششتاین، یکی از بنیان‌گذاران گروه نوامبر، پرداخت. استرن در این دوره با نقاشان اکسپرسیونیست آلمانی همکاری داشت.
نخستین نمایشگاه خود را در سال ۱۹۱۹ در برلین برگزار کرد. در سال ۱۹۲۰، استرن به همراه خانواده‌اش به کیپ‌تاون بازگشت. در آنجا، ابتدا به عنوان هنرمندی جدی مورد تمسخر و انکار قرار گرفت، اما تا دهه ۱۹۴۰ به یکی از هنرمندان برجسته تبدیل شد.
در سال ۱۹۲۶، ایرما استرن با یوهانس پرینز، استاد سابق خود که بعدها به‌عنوان استاد زبان آلمانی در دانشگاه کیپ‌تاون فعالیت می‌کرد، ازدواج کرد. این ازدواج در سال ۱۹۳۴ به طلاق ختم شد.
ایرما استرن سفرهای گسترده‌ای به اروپا و نواحی جنوبی آفریقا، زنگبار و منطقه کنگو داشت. این سفرها موضوعات متنوعی برای نقاشی‌هایش فراهم کردند و همچنین به او فرصت دادند تا مجموعه‌ای از اشیای هنری و فرهنگی گردآوری کند. استرن هدف داشت که در طول زندگی‌اش سفرهای بسیاری انجام دهد: در سال ۱۹۳۱ به مادیرا، در ۱۹۳۷ و ۱۹۳۸ به داکار، سنگال، ۱۹۳۹ و ۱۹۴۵ به زنگبار، به منطقه کنگو در ۱۹۴۲، ۱۹۴۶ و ۱۹۵۵، ۱۹۵۲ به مادیرا، ۱۹۵۲ به اسرائیل، ۱۹۵۵ به ترکیه، ۱۹۶۰ به اسپانیا و ۱۹۶۳ به فرانسه. همچنین، استرن در داخل آفریقای جنوبی نیز سفرهای بسیاری داشت، از جمله در ۱۹۲۶ به سوازیلند و پوندولند، در ۱۹۳۳ به ناماکوآلند، در ۱۹۳۶ به‌طور کلی و در ۱۹۴۱ به کیپ شرقی.
استرن در دوره رژیم نازی از ۱۹۳۳ تا ۱۹۴۵ از سفر یا نمایش آثار خود در آلمان خودداری کرد. این سفرها منجر به ثروتی از خلاقیت هنری و انرژی شد و همچنین انتشار دو مجله تصویری به نام‌های کنگو در سال ۱۹۴۳ و زنگبار در سال ۱۹۴۸ را به همراه داشت.

## پذیرش
ایرما استرن در طول زندگی‌اش نزدیک به صد نمایشگاه انفرادی برگزار کرد، هم در آفریقای جنوبی و هم در اروپا، از جمله در آلمان، فرانسه، ایتالیا و انگلستان. اگرچه در اروپا مورد پذیرش قرار گرفت، در آفریقای جنوبی ابتدا منتقدان نمایشگاه‌هایش را تمسخر می‌کردند و نقدهایی با عناوینی مانند «هنر دوشیزه ایرما استرن - زشتی به‌عنوان یک فرقه» منتشر می‌کردند.
موزه ایرما استرن در سال ۱۹۷۱ تأسیس شد و خانه‌ای است که این هنرمند برای نزدیک به چهار دهه در آن زندگی کرد. او در سال ۱۹۲۷ به خانه‌ای به نام «فیرز» در روندبوش نقل مکان کرد و تا زمان مرگش در آنجا زندگی می‌کرد. چند اتاق این خانه همان‌گونه که او چیده بود باقی مانده‌اند و طبقه بالای آن به‌عنوان یک گالری تجاری برای هنرمندان معاصر آفریقای جنوبی استفاده می‌شود.
در ۸ مه ۲۰۰۰، یکی از آثار ایرما استرن در ساتبیز آفریقای جنوبی در ژوهانسبورگ با رکورد ۱.۷ میلیون راند به فروش رسید. اما این رکورد دیری نپایید و در مارس ۲۰۰۷، اثر پرتره یک زن هندی که در سال ۱۹۳۶ خلق شده بود، به قیمت ۶.۶ میلیون راند فروخته شد.
اثر معروف گلادیولی در اکتبر ۲۰۱۰ به مبلغ بی‌سابقه ۱۳.۳ میلیون راند به فروش رسید. سپس در همان ماه، با فروش دختر باهورا به قیمت ۲۶.۷ میلیون راند، رکورد جدیدی در فروش آثار آفریقای جنوبی به ثبت رسید.
در مارس ۲۰۱۱، رکورد دیگری در فروش آثار استرن شکسته شد؛ نقاشی او به قیمت ۳۴ میلیون راند در بونهامز لندن فروخته شد. همچنین، در ژوئن ۲۰۲۴، در یکی از حراج‌های Aspire Art، یکی دیگر از آثار او به قیمت ۵.۶ میلیون راند به فروش رسید، اگرچه پیش‌بینی می‌شد بین ۶ تا ۸ میلیون راند قیمت‌گذاری شود.